# Ras El Oued
Ras El Oued là một đô thị thuộc tỉnh Bordj Bou Arréridj, Algérie. Dân số thời điểm năm 2002 là 42.345 người.